# Lindsey Hunter
Lindsey Benson Hunter (Utica, Misisipi, 3 de diciembre de 1970) es un exjugador de baloncesto estadounidense que disputó 16 temporadas en la NBA. Con 1,88 de estatura, jugaba en el puesto de base.

## Trayectoria

### Jugador
Hunter ha jugado la mayor parte de su carrera para los Pistons, durante siete temporadas desde 1993 hasta 2000 y nuevamente desde septiembre de 2003 hasta junio de 2008. Fue transferido en febrero de 2004 a los Boston Celtics, junto a Chucky Atkins, a cambio de Mike James, pero no participó nunca en un partido para los Celtics, por lo que regresó a Detroit 10 días después. También jugó para los Milwaukee Bucks, Los Angeles Lakers y los Toronto Raptors, siendo parte del equipo campeón de los Lakers en la campaña 2001-2002 y del equipo campeón de los Pistons en la campaña 2003-2004.
En ataque, Hunter tiene un alto porcentaje de tiros de tres puntos en su carrera, encontrándose en algunas temporadas en el tope de la lista de tiros de tres puntos convertidos en una temporada. Defensivamente, tiene un muy depurado estilo de juego, siendo más conocido por sus frecuentes robos de balón.

### Entrenador
[actualizar]

## Estadísticas de su carrera en la NBA

### Temporada regular
| Año     | Equipo      | PJ  | PT  | MPP  | %TC  | %3P  | %TL  | RPP | APP | ROB | TPP | PPP  |
| ------- | ----------- | --- | --- | ---- | ---- | ---- | ---- | --- | --- | --- | --- | ---- |
| 1993–94 | Detroit     | 82  | 26  | 26.5 | .375 | .333 | .732 | 2.3 | 4.8 | 1.5 | .1  | 10.3 |
| 1994–95 | Detroit     | 42  | 26  | 22.5 | .374 | .333 | .727 | 1.8 | 3.8 | 1.2 | .2  | 7.5  |
| 1995–96 | Detroit     | 80  | 48  | 26.7 | .381 | .405 | .700 | 2.4 | 2.4 | 1.0 | .2  | 8.5  |
| 1996–97 | Detroit     | 82  | 76  | 36.9 | .404 | .355 | .778 | 2.8 | 1.9 | 1.6 | .3  | 14.2 |
| 1997–98 | Detroit     | 71  | 67  | 35.3 | .383 | .321 | .740 | 3.5 | 3.2 | 1.7 | .1  | 12.1 |
| 1998–99 | Detroit     | 49  | 49  | 35.8 | .435 | .386 | .753 | 3.4 | 3.9 | 1.8 | .2  | 11.9 |
| 1999–00 | Detroit     | 82  | 82  | 35.6 | .425 | .432 | .760 | 3.0 | 4.0 | 1.6 | .3  | 12.7 |
| 2000–01 | Milwaukee   | 82  | 5   | 24.4 | .381 | .373 | .802 | 2.1 | 2.7 | 1.2 | .2  | 10.1 |
| 2001–02 | L.A. Lakers | 82  | 47  | 19.7 | .382 | .380 | .500 | 1.5 | 1.6 | .8  | .2  | 5.8  |
| 2002–03 | Toronto     | 29  | 0   | 23.2 | .351 | .318 | .723 | 2.0 | 2.4 | 1.2 | .2  | 9.7  |
| 2003–04 | Detroit     | 33  | 8   | 20.0 | .343 | .280 | .625 | 2.0 | 2.6 | 1.2 | .2  | 3.5  |
| 2004–05 | Detroit     | 76  | 3   | 15.1 | .358 | .274 | .793 | 1.6 | 1.7 | .9  | .2  | 3.8  |
| 2005–06 | Detroit     | 30  | 1   | 11.8 | .370 | .256 | .500 | 1.3 | 2.1 | .6  | .0  | 2.9  |
| 2006–07 | Detroit     | 52  | 0   | 14.3 | .385 | .319 | .909 | .9  | 1.8 | .6  | .1  | 4.9  |
| 2007–08 | Detroit     | 24  | 0   | 9.0  | .344 | .269 | .778 | .5  | 1.4 | .5  | .1  | 2.4  |
| 2008–09 | Chicago     | 28  | 0   | 9.5  | .329 | .333 | .600 | .4  | 1.3 | .7  | .0  | 2.6  |
| Total   | Total       | 924 | 438 | 25.0 | .388 | .361 | .746 | 2.2 | 2.7 | 1.2 | .1  | 8.6  |

### Playoffs
| Año   | Equipo      | PJ  | PT | MPP  | %TC  | %3P  | %TL   | RPP | APP | ROB | TPP | PPP  |
| ----- | ----------- | --- | -- | ---- | ---- | ---- | ----- | --- | --- | --- | --- | ---- |
| 1996  | Detroit     | 2   | 0  | 18.0 | .250 | .250 | .500  | 1.0 | .5  | .5  | .0  | 3.0  |
| 1997  | Detroit     | 5   | 5  | 40.2 | .439 | .414 | .714  | 3.6 | 1.2 | 1.2 | .2  | 15.0 |
| 1999  | Detroit     | 5   | 5  | 36.0 | .264 | .273 | 1.000 | 3.0 | 2.4 | 1.4 | .0  | 7.2  |
| 2000  | Detroit     | 3   | 3  | 31.0 | .313 | .111 | .667  | 2.3 | 1.7 | 1.7 | .3  | 8.3  |
| 2001  | Milwaukee   | 18  | 0  | 16.1 | .242 | .151 | .727  | 1.7 | 1.9 | .8  | .2  | 3.6  |
| 2002  | L.A. Lakers | 18  | 0  | 7.3  | .311 | .276 | .000  | .4  | .6  | .1  | .0  | 2.0  |
| 2004  | Detroit     | 23  | 0  | 11.9 | .292 | .233 | .917  | 1.4 | .9  | .8  | .2  | 2.4  |
| 2005  | Detroit     | 25  | 0  | 15.0 | .319 | .222 | .727  | 1.6 | 1.6 | .9  | .3  | 3.8  |
| 2006  | Detroit     | 18  | 0  | 12.1 | .333 | .318 | 1.000 | 1.1 | 1.6 | .8  | .1  | 4.2  |
| 2007  | Detroit     | 13  | 0  | 10.2 | .226 | .222 | 1.000 | .8  | 1.2 | .5  | .1  | 1.8  |
| 2008  | Detroit     | 11  | 0  | 10.5 | .381 | .455 | .000  | .9  | 1.3 | .7  | .0  | 1.9  |
| 2009  | Chicago     | 6   | 0  | 4.0  | .333 | .333 | .750  | .8  | .8  | .3  | .0  | 1.0  |
| Total | Total       | 147 | 13 | 14.1 | .309 | .260 | .810  | 1.3 | 1.3 | .7  | .1  | 3.5  |